# Палац барона Ромашкана

Палац барона Ромашкана в парку цісаревої Елізабет у Станиславові — вілла барона Ромашкана, споруджена в середині ХІХ століття.
Ім'я Францішека Ромашкана тісно пов'язане з музичним життям старого Станиславова. Він був засновником першого в місті польського Музичного товариства шанувальників музики, яке згодом отримало ім'я композитора Саніслава Монюшка. Ще й досі в Івано-Франківському парку імені Шевченка можна бачити будівлі, які збереглися від колишнього багатого помістя Ромашканів — невеликий палац ХІХ століття, кілька господарських споруд та ставки.

## Розташування
Вілла розташовувалася в парку цісаревої Елізабет у Станиславові (нині — парк ім. Тараса Шевченка в Івано-Франківську). Спочатку парк займав близько 3,5 га (сьогодні майже 25). Поруч із міським ще був приватний парк барона Ромашкана. Його землі майже перегороджували прохід до комунальних угідь з вулиці Липової (Шевченка), куди вела лише вузенька стежка. Люди барона неодноразово перекопували її, тоді потрапити до парку можна було тільки з Голуховського (Чорновола). Завдяки складним перемовинам місто викупило частину Ромашканівських земель і від 1900 року формується друга головна алея парку, яка сьогодні перетікає у вулицю Шевченка.

## Історична довідка
На час заснування міського парку (тепер міський парк ім. Т. Г. Шевченка) власником земель була багата вірменська родина з Молдавії — Ромашкани. Наприкінці XIX ст. головою родини уже був Франц Ромашкан, який на місці літнього мисливського будиночка Потоцьких звів парковий палац — кам'яницю Дошота — у чистому стилі пізнього неокласицизму. Цей будинок у так званій «Звіринецькій діброві» є одним із найстаріших будинків у Станиславові. Свою першу історичну назву парк отримав внаслідок трагічних обставин: 10 вересня 1898 року в Женеві анархіст Луїджі Лучені заточеним напилком убив дружину австрійського цісаря Елізабет. Це стало шоком для підданих, які любили її та називали лагідно — Сісі. Вже через кілька днів станиславівський парк став називатися іменем загиблої цісаревої, на польський лад — Ельжбети.
У віллі барона Ромашкана після ремонту та перепланування утворилося 22 кімнати, в яких дирекція парку мала намір розмістити дві бібліотеки, читальню, ресторан, більярдну, згадану вже кімнату з ілюстративним матеріалом про вождя всіх часів і народів Йосифа Сталіна та ще дещо неназване. Ось уже багато років один з найстаріших будинків міста перебуває в приватній власності. Завдяки новому власникові місто отримало повністю збережену і відреставровану пам'ятку архітектури, яку ще в 1970-х роках минулого століття мали знищити як будівлю яка не підлягає відновленню. Реставрацію проводили понад 15 років, адже деякі частини будинку були зовсім зруйновані і через підтоплення ґрунтовими водами продовжували руйнуватися. Будинок був збудований у стилі пізнього класицизму, тому реставрація здійснювалась відповідно до вимог історичного стилю. Відтворювався фасад та автентичні інтер'єри кімнат. Вази, фонтани, скульптури, екзотичні насадження знову з'явилися біля палацу Ромашканів, які були зображені на давніх фото парку. Тепер будинок є рестораном-музеєм, відкритим для всіх бажаючих. Де можна побачити портрети колишніх власників, давні інтерєри, предмети вжитку та умеблювання того часу та скуштувати страв кухні позаминулого століття. Більярдної тут звичайно давно вже нема, зате в глибині парку для любителів більярду працює "Перший більярдний клуб Станиславова «Доміно». А довкола баронової вілли на літній період з'являються ятки із дитячими іграшками та ласощами.
На початку ХХ століття, у 1901 році — парк Ромашканів отримав газове освітлення, а разом і з ним освітленими стали паркова алея від вул. Липової до вул. Голуховського (нині — вул. Шевченка — вул. Чорновола), також парковий літній ресторанний павільйон та тераса перед ним. У 1903 році приватний парк барона Ромашкана, який поєднував у собі два типи парку, у місцевій газеті «Кур'єр Станиславівський» рекламували як місце проведення заміських забав: кафе, паркова елітна ресторація, павільйон, взимку — ковзанка (організована за ініціативи Я. Лучинського).
Коли в Галичині укріпилася Друга Польська Республіка, поляки витравили з міської топоніміки все, що нагадувало Австрію. Парк Ельжбети став парком Генрика Сенкевича — знаного польського письменника. За німецької окупації його «замінив» не менш шанований письменник Іван Франко. Згодом парк було переіменовано на парк ім. Шевченка.

## Сьогодення
Нині будинок обслуговує потреби громадськості і використовується для провення культурних заходів.